# هوبارت ر. غاي
هوبارت ر. غاي (بالإنجليزية: Hobart R. Gay) هو عسكري أمريكي، ولد في 16 مايو 1894 في Rockport, Illinois ‏ في الولايات المتحدة، وتوفي في 19 أغسطس 1983 في إل باسو في الولايات المتحدة.